# Lyle Mays
Lyle David Mays (27 november 1953 – 10 februari 2020) was een Amerikaanse jazz pianist, componist, en lid van de Pat Metheny Group .  Metheny en Mays componeerden en arrangeerden bijna alle muziek van de groep, waarvoor Mays elf Grammy Awards won.

## Biografie
Toen hij opgroeide had Mays vier hoofdinteresses: schaken, wiskunde, architectuur en muziek. Zijn ouders waren muzikaal. Zijn moeder Doris speelde piano en orgel en zijn vader Cecil, een vrachtwagenchauffeur, leerde zichzelf gitaar spelen. Mays heeft piano leren spelen met hulp van instructeur Rose Barron. Ze gaf Mays de gelegenheid om improvisatie te oefenen nadat de gestructureerde elementen van de les waren voltooid. Op 9-jarige leeftijd speelde hij orgel op de bruiloft van een familielid en op 14-jarige leeftijd begon hij het instrument te bespelen in de kerk. Tijdens een zomerkamp maakte hij kennis met jazzpianist Marian McPartland .
Bill Evans op het Montreux Jazz Festival en Filles de Kilimanjaro van Miles Davis (beide opgenomen in 1968) waren belangrijke invloeden. Hij studeerde af aan de Universiteit van Noord-Texas na het volgen van de Universiteit van Wisconsin-Eau Claire . Hij componeerde en arrangeerde voor de One O'Clock Lab Band en was de componist en arrangeur voor het Grammy Award-genomineerde album Lab 75 .
Na het verlaten van Noord-Texas toerde Mays ongeveer acht maanden met de groep van Woody Herman . In 1975 ontmoette hij Pat Metheny met wie hij de Pat Metheny Group oprichtte. Mays won elf Grammy Awards met de Pat Metheny Group en werd voor vier anderen genomineerd voor zijn eigen werk.
In een interview met JAZZIZ in 2016 onthulde Mays zijn carrièreswitch naar manager bij een ontwikkelaar van muzieksoftware vanwege de drastische veranderingen in het functioneren van de muziekindustrie .

## Werk
Mays heeft gecomponeerd en gearrangeerd als lid van de Pat Metheny Group, speelde piano, orgel, keyboards, synthesizer en af en toe trompet, accordeon, agogô bells, autoharp, speelgoedxylofoon, en elektrisch gitaar.  Hij componeerde en nam kinder-audioboeken op, zoals East of the Sun, West of the Moon, Moses the Lawgiver, The Lion and the Lamb, The Tale of Mr. Jeremy Fisher en Tale of Peter Rabbit met tekst voorgelezen door Meryl Streep . De composities van Metheny en Mays werden uitgevoerd door het Steppenwolf Theatre in Chicago in een productie van Orphans van Lyle Kessler . Hij componeerde klassieke muziek, zoals "Twelve Days in the Shadow of a Miracle", een stuk voor harp, fluit, altviool en synthesizer opgenomen in 1996 door het Debussy Trio.
Naast de Metheny groep trad hij op in een trio met Marc Johnson en Peter Erskine en vormde hij het Lyle Mays Quartet met Eric Hochberg, Mark Walker en Bob Sheppard .
Als amateurarchitect ontwierp hij het huis van zijn zus Joan en werd beïnvloed door Frank Lloyd Wright .

## Overlijden
Mays stierf in Los Angeles, op 66-jarige leeftijd, op 10 februari 2020 "na een lange strijd met een terugkerende ziekte".

## Discografie

### Als leider
- As Falls Wichita, So Falls Wichita Falls met Pat Metheny ( ECM, 1981)
- Lyle Mays ( Geffen, 1986)
- Street Dreams (Geffen, 1988)
- Fictionary (Geffen, 1993)
- Solo: Improvisations for Expanded Piano ( Warner Bros., 2000)
- The Ludwigsburg Concert (Jazzhaus, 2015)
- Eberhard (BMI, 2021)

Met de Pat Metheny Group
- Pat Metheny Group (ECM, 1978)
- Amerikaanse garage (ECM, 1979)
- Offramp (ECM, 1982)
- Travels (ECM, 1983)
- First Circle (ECM, 1984)
- The Falcon and the Snowman ( EMI, 1985)
- Still Life (Talking) (Geffen, 1987)
- Letter from Home (Geffen, 1989)
- The Road to You (Geffen, 1993)
- We Live Here (Geffen, 1995)
- Quartet (Geffen, 1996)
- Imaginary Day (Warner Bros, 1997)
- Speaking of Now (Warner Bros., 2002)
- The Way Up (Nonesuch, 2005)

### Als sideman
- Pedro Aznar, Contemplacion (Interdisc, 1984)
- Betty Buckley, Betty Buckley (Rizzoli, 1986)
- Igor Butman, Falling Out (Impromptu, 1993)
- Woody Herman, Live in Warsaw (Storyville 1991)
- Mark Isham, filmmuziek (Windham Hill, 1985)
- Rickie Lee Jones, Girl at Her Volcano (Warner Bros., 1983)
- Nando Lauria, Points of View (Narada, 1994)
- Paul McCandless, Premonition (Windham Hill, 1992)
- Pat Metheny, Watercolors (ECM, 1977)
- Pat Metheny, Secret Story (Geffen, 1992)
- Joni Mitchell, Shadows and Light (Asylum, 1980)
- Bob Moses, When Elephants Dream of Music (Gramavision, 1983)
- Bob Moses, The Story of Moses (Gramavision, 1987)
- Bobby McFerrin, Medicine Music (EMI, 1990)
- Noa, Noa (Geffen, 1994)
- Steve Swallow, Home (ECM, 1980)
- Toots Thielemans, East Coast West Coast (Private Music 1994)
- Eberhard Weber, Later That Evening (ECM, 1982)
- Phil Wilson & Rich Matteson, The Sound of the Wasp (1975)